# 赤沢政経
赤沢 政経（あかざわ まさつね）は、室町時代後期から戦国時代にかけての武将。官位は従六位上・伊豆守。

## 略歴
応仁元年（1467年）、細川京兆家の家臣（内衆）である赤沢朝経の嫡男として誕生。
8代将軍・足利義政に仕え、父が上洛した後も自身は信濃国塩崎城に残る。文明17年（1485年）8月14日従五位上伊豆守に叙任される。父が永正の錯乱で戦死した永正4年（1507年）には河内国尾上城と高屋城を守っていたが、永正5年（1508年）8月12日に落城し、翌永正6年（1509年）信濃に帰還した。
永正9年（1512年）8月5日、飯沼館で討死した。享年46。